# Antonio Alberti (pittore)

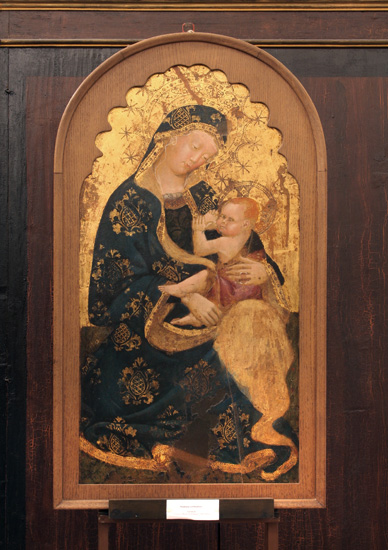
Antonio Alberti. Madonna del latte, 1439 ca.

Antonio Alberti il cui corretto nome è stato identificato in Antonio di Guido da Ferrara (Ferrara, 1390/1400 – Urbino, 1442/1449) è stato un pittore italiano.

## Biografia
Del pittore che in realtà non aveva legami con il nome "Alberti", si hanno notizie frammentarie sulla sua nascita e sui primi anni di vita: probabilmente nacque a Ferrara tra il 1390 e il 1400.
Alberti si formò nelle Marche e in Umbria, e la sua prima notizia documentata ci informa che nel 1420 era attivo a Montone, per collaborare con artisti perugini.
Gli storici d'arte ipotizzano che Alberti abbia soggiornato nuovamente in Emilia, dove ebbe contati con gli artisti tardo-gotici, quali Giovanni da Modena, che avrebbero influenzato lo stile della sua ultima fase creativa, caratterizzato da elementi espressionistici più aspri, concreti, robusti, rigorosi, maestosi, elevati moralmente, tali da ispirare il giovane Piero della Francesca. La notizia di un suo nuovo soggiorno emiliano sembra essere confermata dalle fonti che attribuiscono ad Alberti affreschi nel ferrarese Palazzo del Paradiso.
Nel 1423 si trasferì a Perugia per alcuni lavori commissionati da Braccio da Montone, mentre l'anno seguente si spostò ad Urbino, dove soggiornò a lungo e dove realizzò pregevoli opere, quali gli affreschi in San Francesco, che meritarono la citazione del Vasari.
Nel 1437 realizzò gli affreschi della Cella del cimitero a Talamello, quindi si distinse per il trittico n.934 conservato nella Galleria nazionale delle Marche, per il polittico del 1439, la tavola di Sant'Agata e la Madonna del Latte (museo diocesano di Urbania).
Lo stile e le caratteristiche artistiche di Alberti sarebbero state ispirate dall'opera di Gentile da Fabriano e Ottaviano Nelli, come evidenziato nelle Storie di san Giovanni Evangelista (Pinacoteca di Ferrara), nelle Storie di san'Antonio Abate di Città di Castello e nelle Madonne col Bambino.
Nei polittici della serie Madonna con Bambino in Trono, come in quello conservato alla Galleria nazionale delle Marche, la Vergine è raffigurata assieme a personalità religiose, tra le quali santa Caterina d'Alessandria, san Giorgio, sant'Agostino e san Girolamo. 
La Cella a Talamello fu commissionata dal vescovo Giovanni Seclani nel 1437  ed è caratterizzata dalla Annunciazione e dalla Madonna in Trono assieme alla raffigurazione  dell'Adorazione dei Magi, della Presentazione al Tempio e di dodici santi. Nelle volte sono presenti i quattro Evangelisti e negli angoli i Dottori della Chiesa.
Alberti morì a Urbino tra il 1442 e il 1449.

## Opere principali
- Madonna col Bambino, trittico, Galleria nazionale delle Marche, Urbino;
- Madonna col Bambino e santi, polittico di San Donato (1439), Galleria nazionale delle Marche;
- Crocifissione, Galleria nazionale delle Marche;
- Santa Agata, Museo diocesano, Urbania;
- Madonna del Latte, Museo diocesano, Urbania;
- Il ritrovamento e l'esaltazione della Croce, Museo diocesano "Albani", Urbino;
- Cella , cimitero Talamello;
- Volta, (1425), chiesa di San Francesco, Montegiorgio;
- Scene della vita di sant'Antonio, Chiesa di San Domenico, Città di Castello;
- Scene della vita di san Giovanni,  pinacoteca, Ferrara.